# 3584 Aisha
3584 Aisha (1981 TW) là một tiểu hành tinh vành đai chính được phát hiện ngày 5 tháng 10 năm 1981 bởi Thomas, N. G. ở Flagstaff (AM).